# Euryclelia cardinalis
Euryclelia cardinalis är en skalbaggsart som först beskrevs av Thomson 1860.  Euryclelia cardinalis ingår i släktet Euryclelia och familjen långhorningar.
Artens utbredningsområde är Filippinerna. Inga underarter finns listade i Catalogue of Life.